# Ореокастрон (Салоники)
Ореокастрон (греч. Ωραιόκαστρον) — город в Греции. Расположен на высоте 200 м над уровнем моря, у южного подножия горы Балдза, в 11 км к северу от Салоник. Административный центр одноимённой общины (дима) в периферийной единице Салоники в периферии Центральная Македония.
До 4 октября 1926 года (ΦΕΚ 346Α) назывался Даут-Бали (Δαούτ Μπαλή, болг. Даутбал).
Сообщество Даут-Бали (Κοινότητα Δαούτ Μπαλή) создано 30 июня 1926 года (ΦΕΚ 217Α). 30 августа 1994 года (ΦΕΚ 135Α) создана община Ореокастрон.